# Roman Semyonov
Roman Semyonov, né le 23 janvier 1993 à Pavlodar, est un coureur cycliste kazakh.

## Palmarès
- 2014
  - 2e du Giro del Medio Brenta

## Classements mondiaux
| Année           | 2012 | 2013 | 2014 |
| --------------- | ---- | ---- | ---- |
| UCI Asia Tour   | 343e | 225e | 238e |
| UCI Europe Tour |      |      | 406e |